# La feria de caballos
La feria de caballos es una pintura de óleo sobre lienzo de la artista francesa Rosa Bonheur, empezada en 1852. La pintura fue exhibida por primera vez en el Salón de París en 1853, bajo el nombre francés Marché aux chevaux de Paris. Bonheur añadió algunos últimos retoques en 1855. La obra mide 244,5 cm x 506,7 cm.
En la pintura, comerciantes venden caballos en el mercado titular del Bulevar de l'Hôpital en París. El hospital de Salpêtrière se encuentra al fondo del lado izquierdo.
La primera versión de la pintura ha sido parte de la colección del Museo Metropolitano de Arte en Nueva York desde 1887, donde hoy se encuentra en la galería 812 bajo su nombre en inglés, The Horse Fair. Fue donado a esta institución por Cornelius Vanderbilt II, hijo de William Henry Vanderbilt y nieto de Cornelius Vanderbilt. 

## Contexto
Bonheur pintó La feria de caballos basándose en una serie de bocetos de percherones y otros caballos de tiro. Dibujó estos en el mercado de caballos de París en el Bulevar de l'Hôpital, cerca del Hospital de la Pitié-Salpêtrière, el cual es visible en el fondo de la escena. Para hacer estos bocetos, Bonheur asistió al mercado dos veces a la semana durante un año y medio desde el verano de 1850 hasta finales de 1851.
Antes de esto, había dibujado bocetos en un matadero de París en 1845, una actividad típica para un pintor de animales. Bonheur fue la primera mujer que realizó esta práctica, y durante esta experiencia, enfrentó acoso por serlo. Buscó entonces permiso para vestirse como hombre de la policía de París para atraer menos la atención.

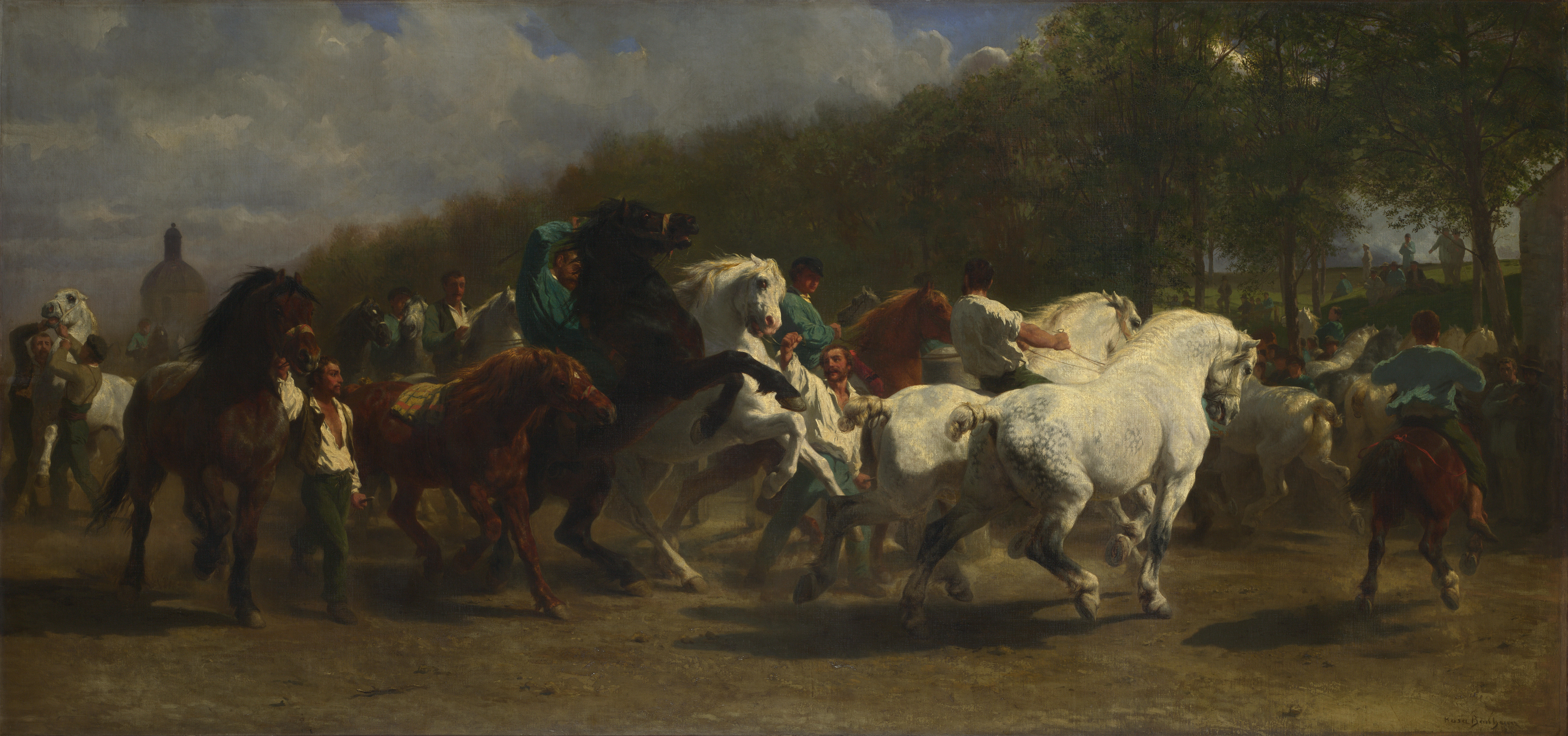
La versión reducida de 1855, 120 cm x 254,6 cm), en la Galería Nacional, Londres.

Además de sus estudios en el mercado, también usó como modelos a los caballos de la compañía de ómnibuses parisina. Su representación de los ojos de los equinos rompió la tradición, al ser realista y representarlos tal como son en vez de utilizar antropomorfismo para lograr un efecto emocional. Ha sido sugerido que una de las figuras humanas es un autorretrato.
Bonheur usaba ropa masculina en casa y en el campo. La feria de caballos está incluida como Lámina 18 en el libro La Carrera de Obstáculos (The Obstacle Race), en lo cual la autora Germaine Greer escribe: "No había nada excitante en los pantalones completos y batas de pintor que usaba Bonheur", y cita a la artista misma diciendo:
"Soy pintora. He ganado mi vida honestamente. Mi vida privada no es asunto de nadie."
Entre los artistas que influenciaron a Bonheur, se incluyen los pintores George Stubbs, Théodore Géricault, y Eugène Delacroix, y la escultura de la Antigua Grecia. Ella describió la pintura como su propio Friso del Partenón, y la firmó y dató "Rosa Bonheur 1853.5".

## Exposición
La pintura fue alabada por los críticos cuando fue exhibido por primera vez en el Salón de París en mayo de 1853. Varios comentaron del carácter masculino del trabajo. Antes de la exposición, Bonheur había ofrecido estudios de dos pinturas al Ministro de Bellas Artes de Francia Charles de Morny, Duque de Morny, para consideración de una comisión estatal. El ministro seleccionó la otra obra, La fenaison en Auvergne (La henificación en Auvernia), la cual se encuentra hoy en el museo del Palacio de Fontainebleau. Bonheur rechazó su intento de cambiar su selección después del éxito de La feria de caballos.
Se exhibió en Gante en 1853 y Burdeos en 1854, pero cuando estaba a la venta por 15.000 francos franceses, Burdeos no lo compró. Al final, la pintura se vendió al comerciante de arte británico Ernest Gambart en 1854 por 40.000 francos. Bonheur añadió retoques últimos en 1855.
La pintura giró Gran Bretaña entre 1855 y 1857. En Londres, fue mostrada en la casa de Edwin Henry Landseer, un artista conocido por sus obras de animales. La Reina Victoria pidió una visita privada en Palacio de Buckingham.  Era la obra más aclamada de todas de Bonheur, y está descrito por el Museo Metropolitano como una de sus más reconocidas.
La feria de caballos fue vendido al comerciante de algodón William Parkinson Wright en 1857 por 30.000 francos, y después a Alexander Turney Stewart en 1866. Después de las muertes de Stewart en 1876 y su viuda Cornelia en 1886, Cornelius Vanderbilt II compró la pintura en remate por $53.000 en marzo de 1887, y lo donó inmediatamente al Museo Metropolitano de Arte en Nueva York.

## Legado e influencia

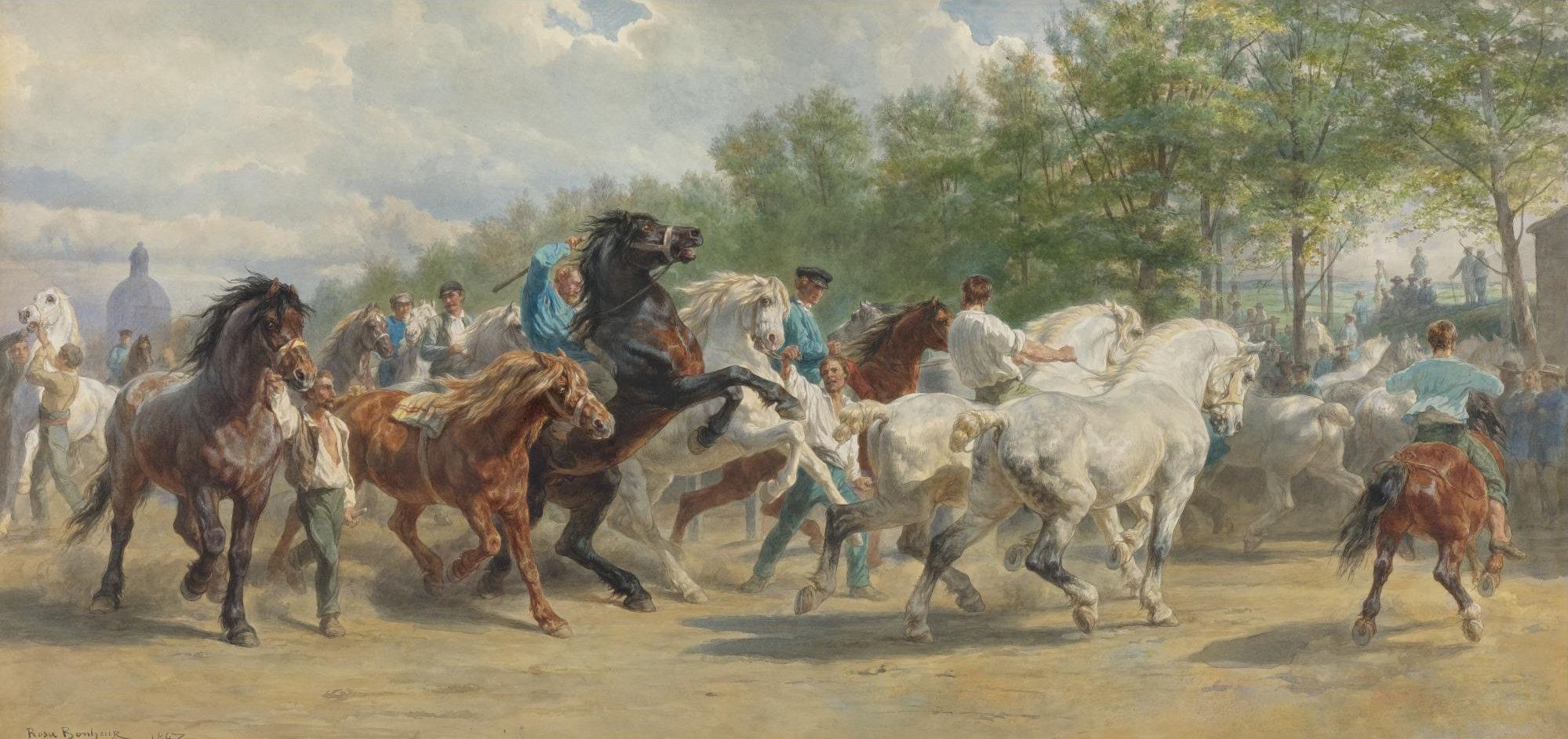
Acuarela de 1867, 61 cm x 127 cm; vendido por Sotheby's en 2007.

El primer grabado de la obra fue hecho por Jules Jacques Veyrassat durante el Salon de París de 1853, pero el grabado de Thomas Landseer fue más reproducido y ayudó la popularidad del original. El grabado de Landseer estaba basado de una réplica de medio medida, 120 cm x 250 cm, hecho c. 1855, por Bonheur y su socio Nathalie Micas. Esta versión se donó a la Galería Nacional en Londres en 1859 de la propiedad de Jacob Bell.
Bonheur hizo otra copia de este tamańo, la cual prefería, que anteriormente se encontraba en la colección de la familia McConnel (dueños de un molino de algodón en Cressbrook, Derbyshire) y en la colección de Jack Wheeler en 1989, cuándo  fue exhibido en el Museo Meadows en Dallas. También existe un tercero de media medida, hecho para Comandante Arthur Hill Ommanney Peter Hill-Lowe RN (primer marido de arquera Beatrice Hill-Lowe) en Somerset. Este se vendió en Sotheby's en 1978, y ahora está en una colección privada en Baton Rouge. Una cuarta copia, midiendo 48 cm x 89 cm, estaba en la colección privada de Karl Lowenstein. Una versión autografiada de 1867, midiendo 61 cm x 127 cm y de acuarela, se vendió en Sotheby's en Nueva York en 2007. Una versión de acuarela similar fue vendida por Knoedler en 1982.
La pintora Molly Luce dijo que La feria de caballos era la primera obra que la influyó en su decisión para ser artista, y también inspiro al pintor Wayne Thiebaud.
En el mundo literario, La feria de caballos inspiró una antología de 2000 por poeta Robin Becker.
La pintura, con su gran escala, estilo realista, y sentido de movimiento fuerte, puede ser considerado precinemático.
Isidore Bonheur, hermano de la artista, creó una placa de bronce en relieve basada en esta pintura para su monumento en el Palacio de Fontainebleau. El monumento incluía una estatua grande de un toro encima de un pedestal, con cuatro relieves reproduciendo las pinturas más populares de Rosa Bonheur. Fue  destruido en 1941, pero un molde de la placa está en la colección del Museo de Arte Dahesh en Nueva York.